# Scalmicauda brevipennis
Scalmicauda brevipennis är en fjärilsart som beskrevs av Holland 1893. Scalmicauda brevipennis ingår i släktet Scalmicauda och familjen tandspinnare. Inga underarter finns listade.